# Avar István (színművész)
Avar István (született Ginsberger) (Egercsehi, 1931. március 20. – Budapest, 2014. szeptember 13.) a Nemzet Színésze címmel kitüntetett Kossuth- és kétszeres Jászai Mari-díjas színművész, érdemes és kiváló művész, a Halhatatlanok Társulatának örökös tagja, országgyűlési képviselő.

## Életpályája
Bányászcsaládból származott, nagyapja és édesapja is bányászok voltak. Édesapja a Dorogi Szénbányáknál vállalt munkát, így családostól Dorogra költöztek. A második világháború borzalmait is ott élték át, édesapját behívták munkaszolgálatra, így ő lépett elő családfenntartónak. Szüleitől katolikus neveltetést kapott.
A második világháború után négy évig bányászként dolgozott szülőfalujában. Kezdetben pap akart lenni, de rokonai és barátai biztatására 1949-ben beiratkozott a Színház- és Filmművészeti Főiskolára, gyakornoki két évét a Nemzeti Színházban töltötte. 1954-ben szerzett diplomát, s hamarosan leszerződött a Pécsi Nemzeti Színházhoz (eleinte Ginsberger István néven). Itt prózákban, tragédiákban és vígjátékokban játszott.
1958-ban Major Tamás hívta a Nemzeti Színházba, 1959-ben pedig a Petőfi Színházba csábítgatták, azonban még Pécsett maradt. Attól félve, hogy a fővárosban nem kapna jelentős szerepeket.
1960-ban Ádám Ottó hívására a Madách Színházhoz szerződött, amelynek hat évig tagja. 1966 és 1985 között a Nemzeti Színház, majd 1993-as nyugdíjazásáig ismét a Madách Színház társulataiban játszik, ezt követően pedig a Pesti Magyar Színház előadásaiban lépett fel.
A Színház- és Filmművészeti Főiskola színpadi beszédtanára, 1987–88-ban egyetemi tanár, 1991-ig tanszékvezető volt. 2001-ben Sinkovits Imre halála után a nemzet színészei maguk közé választották.
Utoljára 2012-ben a Pesti Színházban vendégként, Molnár Ferenc Egy, kettő, három című darabjában lépett színre.
Romló egészségi állapota nem engedhette meg, hogy visszatérjen a színpadra. Korábban kétszer volt szívrohama, kapott gyomorvérzést, átesett szív- és gyomorműtéten is.
2014. szeptember 13-án családja körében hunyt el. Végakarata szerint búcsúztatása szűk családi körben történt.

## Közéleti szerepvállalása
1973–1990 között pártonkívüli országgyűlési képviselőként, az Országgyűlés kulturális bizottságának tagjaként is tevékenykedett. A Kádár-korszak parlamenti szokásaitól eltérő módon országgyűlési képviselőként már akkor is valami ellen szavazott, amikor az összes országgyűlési képviselő még egységesen foglalt állást valamely előterjesztés mellett.

## Családja
1959-ben kötött házasságot Gyapay Yvette színésznővel, akivel haláláig élt. Egyetlen gyermekük, István, aki nem követte pályáján, 1962-ben született. Két unokája Dániel és Ádám.
Családjával csaknem 40 éven át a Budai Várnegyedben, a Tárnok utca 13. szám alatt élt.

## Színházi szerepei
- Ruy Blas (Victor Hugo: Királyasszony lovagja)
- Svángya matróz (Trenyov: Ljubov Jarovaja)
- Liliomfi (Szigligeti: Liliomfi)
- Floridor (Hervé: Nebántsvirág)
- Miska (Szirmai Albert – Bakonyi Károly: Mágnás Miska)
- Vronszkij (Lev Tolsztoj: Anna Karenina)
- Stanley (Tennessee Williams: A vágy villamosa)
- Juan (García Lorca: Yerma)
- Richard (Albee: Mindent a kertbe)
- Horatio (Shakespeare: Hamlet)
- Bolindbroke (Shakespreare: II. Richard)
- Hector, Ulysses (Shakespeare: Troilus és Cressida)
- Áron (Madách Imre: Mózes)
- Róbert Károly (Madách Imre: Csák végnapjai)
- Vádoló (Peter Weiss: A vizsgálat)
- Hölderlin (Weiss: Hölderlin)
- Dan (Arthur Miller: Bűnbeesés után)
- Borkin Mihail Mihajlovics (Csehov: Ivanov)
- Guildenstein (Stoppard: Rosencrantz és Guildenstern)
- Első isten (Brecht: A szecsuáni jólélek)
- Jang Szun (Brecht: A szecsuáni jólélek)
- Lionel Roach (Barry England: Neveletlenek)
- Giordano Bruno (Maróti Lajos: Az utolsó utáni éjszaka)
- Postamester (Gogol: A revizor)
- Zoltán (Illés Endre: Egyszárnyú madarak)
- Ottó (Németh László: VII. Gergely)
- Tiborc (Katona József: Bánk bán)
- Shakespeare (Shaw: A szonettek fekete hölgye)
- Aigistos király (Bornemisza Péter: Magyar Elektra)
- Karnyó (Csokonai: Az özvegy Karnyóné s a két szeleburdiak)
- Batarcev (Gelman: Egy ülés jegyzőkönyve)
- Szakulin (Gelman: Visszajelzés)
- Ádám (Sütő András: Káin és Ábel)
- Cannidas (Weöres Sándor: Szent György és a sárkány)
- XX (Mrożek: Emigránsok)
- Fóris (Örkény István: Kulcskeresők)
- Demetriosz (Sütő András: Szuzai menyegző)
- Rubin főorvos (Bródy Sándor: A medikus)
- Corvino (Ben Jonson: Volpone)
- Manders tiszteletes (Ibsen: Kísértetek)
- Iphiklos (Babits Mihály: Leodameia)
- Thurzó György (Nagy András: Báthory Erzsébet)
- Burián Károly (Kertész Ákos: Családi ház manzárddal)
- Viktor (Fekete Sándor: A lila villa titka)
- Luther (Sütő András: Egy lócsiszár virágvasárnapja)
- Joe Keller; Apa (Arthur Miller: Édes fiaim),
- Marc (Arthur Miller: Az érseki palota mennyezete)
- Domokos Lajos (Szabó Magda: Szent Bertalan nappala)
- Náthán (Lessing: Bölcs Náthán)
- Tardy Koós Géza (Szomory Dezső: Takáts Alice)
- Sörmester (Václav Havel: Audiencia)
- Lear király (Shakespeare: Lear király)
- Kruk (Sobol: Gettó)
- Heinrich Heidler (Németh Ákos: Lili Hofberg)
- Kövér hajótörött (Mrożek: A nyílt tengeren)
- Mr. Myers (Agatha Christie: A vád tanúja)
- Reb Simson (An-Skki: Dybuk)
- Von Walter (Schiller: Ármány és szerelem)
- Roberto Miranda (Dorfman: A halál és a leányka)
- De Renal (Stendhal: Vörös és fekete)
- Franz Orsini-Rosenberg (Shaffer: Amadeus)
- Burleigh gróf, Mortimer (Schiller: Stuart Mária)
- Apa (Pirandello: Hat szerep keres egy szerzőt)
- Választófejedelem (Kleist: Homburg hercege)
- Oláh Miklós, Bornemisza Péter (Hubay Miklós: Színház a cethal hátán)
- Petur bán (Katona József: Bánk bán)
- Hans Bols (Voskovec–Werich–Jezek: A Nehéz Barbara)
- Száműzött herceg (Shakespeare: Ahogy tetszik)
- Ferenc császár (Edmond Rostand: A sasfiók)
- Abe Dreyfus (Karp: Örömszülők)
- Sir Forsir (Várkonyi–Bródy: Will Shakespeare)
- Mr. Brownlow (Bart: Oliver)
- Blenkley kapitány (Wouk: Zendülés a Caine hajón)
- Monte Cristo (Pianosa–Pozsgai Zsolt: A család játékai)
- Frank Giordano (Wilde: Mennyből az angyal)
- Henrik (Márai Sándor: A gyertyák csonkig égnek)
- Malasz (Jacques Offenbach: Orfeusz az alvilágban)
- Főorvos (Szabó Magda–Bereményi Géza: Az ajtó)

## Filmjei

### Játékfilmek
- Kiskrajcár (1953)
- Vasvirág (1958)
- Szerelem csütörtök (1959)
- Gyalog a mennyországba (1959)
- Álmatlan évek (1959)
- Két emelet boldogság (1960)
- Az ígéret földje (1961)
- Próbaút (1961)
- Nem ér a nevem (1961)
- Megszállottak (1962) ... Csőgyár igazgató
- Isten őszi csillaga (1962)
- Párbeszéd (1963)
- Hattyúdal (1963)
- Oldás és kötés (1963)
- Másfél millió (1964)
- Miért rosszak a magyar filmek? (1964)
- Tilos a szerelem (1965)
- Szegénylegények (1965)
- Honfoglalás I-II. (1965)
- Hideg napok (1966)
- Szevasz, Vera! (1967) (szinkronhang)
- Ünnepnapok (1967)
- A völgy (1967)
- A múmia közbeszól (1967)
- Falak (1968)
- Tiltott terület (1968)
- Holdudvar (1968)
- Szemüvegesek (1969)
- A mi emberünk (1970)
- Égi bárány (1970)
- Uborkafa (1971)
- Hahó, Öcsi! (1971)
- Egy srác fehér lovon (1973)
- Vállald önmagadat (1974)
- Tigrisugrás (1974)
- Szikrázó lányok (1974)
- Bekötött szemmel (1974)
- Jelbeszéd (1974)
- Labirintus (1976)
- A téglafal mögött (1979)
- Hogyan felejtsük el életünk legnagyobb szerelmét? (1979)
- Csillag a máglyán (1979)
- Utolsó előtti ítélet (1980)
- Királygyilkosság (1984)
- Elcserélt szerelem (1984)
- Az elvarázsolt dollár (1985)
- Érzékeny búcsú a fejedelemtől (1986)
- Hamis a baba (1991)
- A hercegnő és a kobold (1991) ... a király hangja
- Isten hátrafelé megy (1991)
- Hoppá (1992)
- Hóesés Vízivárosban (2004)
- A gyertyák csonkig égnek (2005)
- Egyetleneim (2006)

### Tévéfilmek
- Pirostövű nád (1965)
- Mocorgó (1967)
- Princ, a katona (1967)
- Mondd a neved (1967)
- 7 kérdés a szerelemről (1969)
- Őrjárat az égen 1–4. (1970)
- Igéző (1970)
- Mindannyiotok lelkiismerete megnyugodhat… (1970)
- Villa a Lidón (1971)
- Egy óra múlva itt vagyok… (1971)
- A fekete város 1–7. (1971)
- Ágis tragédiája (1971)
- György barát (1972)
- Harmadik nekifutás (1973)
- Bolond és szörnyeteg (1973)
- Sólyom a sasfészekben (1973)
- Megtörtént bűnügyek (1974–1978)
- Kis ember születik (1975)
- A sas meg a sasfiók (1975)
- Rákóczi nyomában (1975)
- Asszony a viharban (1975)
- Magyar népmesék (rajzfilmsorozat) Méhek a vonaton című része (1977) Mesélő
- A bunker 1–3. (1978)
- Fent a Spitzbergáknál (1978)
- Kulcskeresők (1980)
- Vendégség (1980)
- Rettegés és ínség a Harmadik Birodalomban (1980)
- II. József császár (1982)
- A száztizenegyes (1982)
- Mint oldott kéve 1–7. (1983)
- Bevégezetlen ragozás (1985)
- Széchenyi napjai (1985)
- Zsákutca (1985)
- Majd belejössz Pistám (1985)
- A falu jegyzője 1–4. (1986)
- Czillei és a Hunyadiak (1988)
- Szonatina egy páváért (1990)
- Devictus Vincit (1994)
- Zsaruvér és Csigavér II.: Több tonna kámfor (2002)
- Zsaruvér és Csigavér III.: A szerencse fia (2008)

### Szinkronszerepek
- Cromwell (1970) – Richard Harris
- A rendőrség megköszöni (1972) – Enrico Maria Salerno
- Magas szőke férfi felemás cipőben (1972) – Paul Le Person
- Tetthely – 46. rész: Férfi a 22-es szobából (1974) – Alexander Kerst
- Holtszezon (1975) – Cliff Robertson
- A Keselyű három napja (1975) – Cliff Robertson
- Washington zárt ajtók mögött (1977) – Cliff Robertson
- Az Öreg (1977) – Siegfried Lowitz
- A fehér törzsfőnök (1982) – Richard Harris
- A misszió (1986) – Ray McAnally
- Monte Cristo grófja (2002) – Richard Harris

## Hangjátékok
- Jean Pierre Chabrol: Varázsgömb (1959)
- Bajor Andor: Cincogó Felicián (1961)
- Nyikolajeva-Geraszimov: Útközben (1961)
- Verge, Jules: A Begum 500 milliója (1962)
- Fehér Tibor: Hold a Tisza felett (1962)
- Stoenescu-Octavian: Magaviseletből elégtelen (1962)
- Sándor Iván: Lány árnyékban (1962)
- Új vendég érkezett (1962)
- Ernest Hemingway: Fiesta (1963)
- Nyikolaj Szlatnyikov: Jegy a Marsba (1963)
- Atukagava: A cserjésben (1964)
- Cseres Tibor: Bűnös kerestetik (1964)
- Bohdan Drozdowski: Lengyel ballada (1964)
- Kármán József: Fanni hagyományai (1964)
- Móricz Zsigmond: Az isten háta mögött (1964)
- Raymont: Parasztok (1964)
- Londoni mozaik (1964)
- Sahname, A.: Achmed és a tevehajcsár (1964)
- Sánta: Húsz óra (1964)
- Shakespeare, William: II.Richárd (1964)
- Szent János fejevétele (1964)
- Turner, David: Mr. Midway vasárnapja (1964)
- Varsói éjszakák (1964)
- Az emberség gyönyöre - Az ötvenéves Benjámin László köszöntése (1965)
- Bokor Péter: Elloptak egy Nobel-díjat (1965)
- Don Juan kalandos élete (1965)
- " Felröppennek színes csillagok..." (1965)
- Grozdana Olujić: A szerelemre szavazok (1965)
- Merhaba (1965)
- Moldova György: Éjszakai villamos (1965)
- Móra Ferenc: Négy apának egy leánya (1965)
- New York-i utazás (1965)
- A célszerű szegény emberek írója: Tömörkény István (1966)
- Forgószínpad-Füst Milán műveiből (1966)
- Greene, Graham: A kezdet és a vég (1966)
- Balázs János: Szomszédnépek parasztjai (1967)
- Balogh László: Fekete tó, fekete ég (1967)
- Darvas József: Harangos kút (1967)
- Fendrik Ferenc: Szombat délután egyedül (1967)
- Sarkadi Imre: A gyáva (1967)
- Somerset Maugham: Téli utazás (1967)
- Charles Bernard Gilford: A hasonmás (1968)
- A jó palócok: Jelenetek Mikszáth Kálmán novelláiból (1968)
- Wladislaw Reymont: Parasztok (1968)
- Hárs László: Harc az osztályért (1969)
- Jaroslav Hasek: Miha Gamo esküje (1969)
- Móricz Zsigmond: A fecskék fészket raknak (1969)
- Simonffy András: Két lány apát keres (1969)
- Úgy szóljak mindig, ahogy lelkem érez (1969)
- Christie, Agatha: Gyilkolni könnyű (1970)
- Fodor Mária: Délibáb (1970)
- Fiatalok stúdiója – Petri György versei (1970)
- Szabó József: Fohász a Kongó folyóhoz (1970)
- Hilda Lawrence: Sárga kesztyűk (1970)
- Katona József: Bánk bán (1970)
- Kucsajev, Andrej: Vakleszállás (1970)
- Szergej Jeszenyin: Pugacsov (1970)
- Tersánszky Józsi Jenő: Illatos levélkék (1970)
- Kane, Henry: A nevem: Chambers (1971)
- Mesterházi Lajos: Hobby (1971)
- Vészi Endre: A konzervmester vasárnapja (1971)
- Könyörgés a Naphoz: Grúz költészet (1972)
- Molère: Scapin furfangjai (1972)
- Móricz Zsigmond: Árvácska (1973)
- Verne, Jules: Várkastély a Kárpátokban (1973)
- Deák Tamás: Háromszög a négyzeten (1974)
- Grothe, Horst: A harmadik pecsét (1974)
- Berza László: Magyar László a fekete kontinensen (1975)
- Gyárfás Miklós: Egy úr Khalkisz felé (1975)
- Mándy Iván: Tárgyak (1975)
- Malir, Jaroslav: A sorból az ötödik (1975)
- A megmentett(1975)
- Reymont: Parasztok (1975)
- Tertinszky Edit: A sokaság fia (1975)
- Száraz György: Mátyás király (1975)
- Balassi Bálint: Szép magyar komédia (1976)
- Dékány Kálmán: Szent Bertalan éjszakája (1976)
- Eduard König: Emberek a pálmafán (1976)
- Honoré de Balzac: Betti néni (1976)
- Németh László: Utazás (1976)
- Raszkolnyikov - Jelenetek Dosztojevszkij Bűn és bűnhődés című regényéből (1976)
- Szamuil Aljosin: Ranglétra (1976)
- Angyalok citeráján: Dsida Jenő költészete (1977)
- Buzzati, Dino: Novellaírás kettesben (1977)
- David Hayes: Hét ezrelék (1977)
- Friedrich Dürrenmatt: Az ígéret (1977)
- Gyárfás Endre: Buddha (1977)
- Jókai Mór: Az aranyember (1977)
- Mcnally, Terrence: Boticelli (1977)
- Ó, csodálatos jégvirág (1977)
- Szalai Attila: Egy hét fizetetlen (1977)
- Zoltán Péter: Luther (1977)
- Zoltán Péter: Picasso (1977)
- Arany János: Toldi estéje (1978)
- Ismeretlen ismerősök – Hunyady Sándor (1978)
- Asturias, Miguel Angel: A zöld pápa (1978)
- Juhász Ferenc: Apám (1978)
- Moldova György: Az ötödik sípszó (1978)
- Találkozások (1978)
- Hideg holdfény (1979)
- Krleza: Az V/b barakk (1979)
- Móra: Négy apának egy leánya (1979)
- Nádor Tamás: Agyagangyal (1979)
- Ókori kalandozások-Egyiptom (1979)
- Aranypofácska (1980)
- Lengyel Péter: Cseréptörés (1980)
- Ördögh Szilveszter: Kapuk Thébában (1980)
- Az utolsó nyár (1980)
- Marék Antal: A titokzatos kéz (1981)
- Blub herceg és a szirén (1982)
- Castle, John – Hailey, Arthur: Rémület a levegőben (1982)
- Éjjelek és nappalok (1982)
- Gyönyörű sors (1982)
- Szegény Avroszimov (1982)
- Testamentum (1982)
- Bor Ambrus: A háttér (1983)
- Szobotka Tibor: Harkály a fán (1983)
- A hazai száműzött (1984)
- Athol Fugar: Sizve Banshi meghal (1984)
- Móra Ferenc ezeregy élete (1984)
- A nappal születése (1984)
- Szellőcske, szelecske, szél (1984)
- Gyilkosság a múzeumban (1985)
- Hardy, Thomas: A weydoni asszonyvásár (1985)
- Odze György: Kalapácssirató (1985)
- Tarbay Ede: Ketten kézenfogva (1985)
- Markovits Ferenc: Láttál-e roppant fényt a magasban? (1986)
- Musil: A tulajdonságok nélküli ember (1986)
- Tar Sándor: Hétköznapi történet (1986)
- Jókai Mór: Egy hírhedett kalandor a XVII. századból (1987)
- Remények batárján (1987)
- Ambrus Zoltán: A fületlen ember (1989)
- Barangolás a házsongárdi temetőben (1991)
- Rádiószínház – Tar Sándor írásaiból (1992)
- Versek éve 1991 (1992)
- Ágh István: Rókacsárda (1993)
- Nagy Ignác: A vendégszerep (1994)
- A rabbi pénteken sokáig aludt (1994)
- Szepességi történet (1994)[13] – zsoldos
- Galgóczy Erzsébet: A színésznő szabadságon (1995)
- Weöres Sándor: Kétfejű fenevad (1997)
- Móra: Dióbél királyfi (1998)
- Vértessy Sándor: Asbóth Sándor, Lincoln magyar hőse (2000)

## Cd-k és hangoskönyvek
- Arany László: Szép magyar népmesék
- Márai Sándor: Füves könyv

## Díjai, elismerései
- Jászai Mari-díj (1963, 1969)
- Érdemes művész (1972)
- Kossuth-díj (1975)
- SZOT-díj (1978)
- Kiváló művész (1980)
- Greguss-díj (1990)
- A Nemzet Színésze (2001)
- Örökös tag a Halhatatlanok Társulatában (2003)
- Budapestért díj (2005)
- A Magyar Köztársasági Érdemrend középkeresztje a csillaggal – polgári tagozat (2007)
- Kállai Ferenc-életműdíj (2011)